# Zeytinburnu SK Istanbul
Maillots
Le Zeytinburnu Spor Kulubü, abrégé plus simplement en Zeytinburnu SK, est un club turc de football fondé en 1953 et basé à Istanbul.
Le club a la particularité de détenir le record de la pire performance en D1 turque, obtenue lors de la saison 1996-1997, avec 27 matchs perdus sur 34, 5 nuls et 2 victoires.

## Historique
- 1953 : fondation du club

## Parcours
- Championnat de Turquie D1 : 1989-1991, 1993-1995, 1996-1997
- Championnat de Turquie D2 : 1987-1989, 1991-1993, 1995-1996, 1997-2000
- Championnat de Turquie D3 : 1984-1987, 2000-2002, 2006-2010
- Championnat de Turquie D4 : 2002-2006, 2010-2011

## Anciens joueurs
- Emre Belözoğlu
- Arif Erdem
- Volkan Kilimci
- Mustafa Kocabey
- Mamadou Diallo